# Néstor Craviotto
Néstor Oscar Craviotto (ur. 6 października 1963 w La Placie) – argentyński piłkarz, grający na pozycji obrońcy.

## Kariera klubowa
Néstor Craviotto rozpoczął karierę w 1983 roku w pierwszoligowym Estudiantes La Plata. Z Estudiantes Craviotto wywalczył z nim mistrzostwo Argentyny w 1983. Kolejnym jego klubem było CA Independiente, gdzie grał przez pięć lat.
Z Independiente zdobył mistrzostwo Argentyny Clausura 1994, dwukrotnie Supercopa Sudamericana w 1994 i 1995 oraz Recopa Sudamericana w 1994. W 1995 powrócił Estudiantes i występował w nim do 1996 roku. W ostatnich latach kariery występował w CA Banfield i San Martín San Juan, w którym pożegnał się z futbolem w 2000 roku.

## Kariera reprezentacyjna
W latach 1989–1993 Craviotto grał dla reprezentacji Argentyny. W 1991 roku wystąpił w turnieju Copa América, który Argentyna wygrała. Na turnieju w Chile Craviotto wystąpił w dwóch pierwszych meczach z Wenezuelą i Chile. W 1992 roku wystąpił w pierwszej edycji Pucharu Konfederacji, który zakończył się tryumfem Argentyny. Na turnieju w Rijadzie był rezerwowym i nie wystąpił w żadnym meczu.
Rok później uczestniczył w Copa América 1993, który Argentyna wygrała. Na turnieju w Ekwadorze wystąpił w dwóch pierwszych meczach z Boliwią i Meksykiem. Ogółem w latach 1989–1993 wystąpił w barwach albicelestes w 12 meczach, w których strzelił 2 bramki.

## Kariera trenerska
Po zakończeniu kariery piłkarskiej Craviotto został trenerem. Pracę trenerską rozpoczął w San Martín San Juan w 2000 roku. W kolejnych latach prowadził m.in. Estudiantes La Plata, Unión Santa Fe, Chacarita Juniors, ekwadorski Emelec Guayaquil czy reprezentację Gwatemali U-20. Od 2010 jest trenerem boliwijskiego klubu Club The Strongest.